# Waltzing Matilda

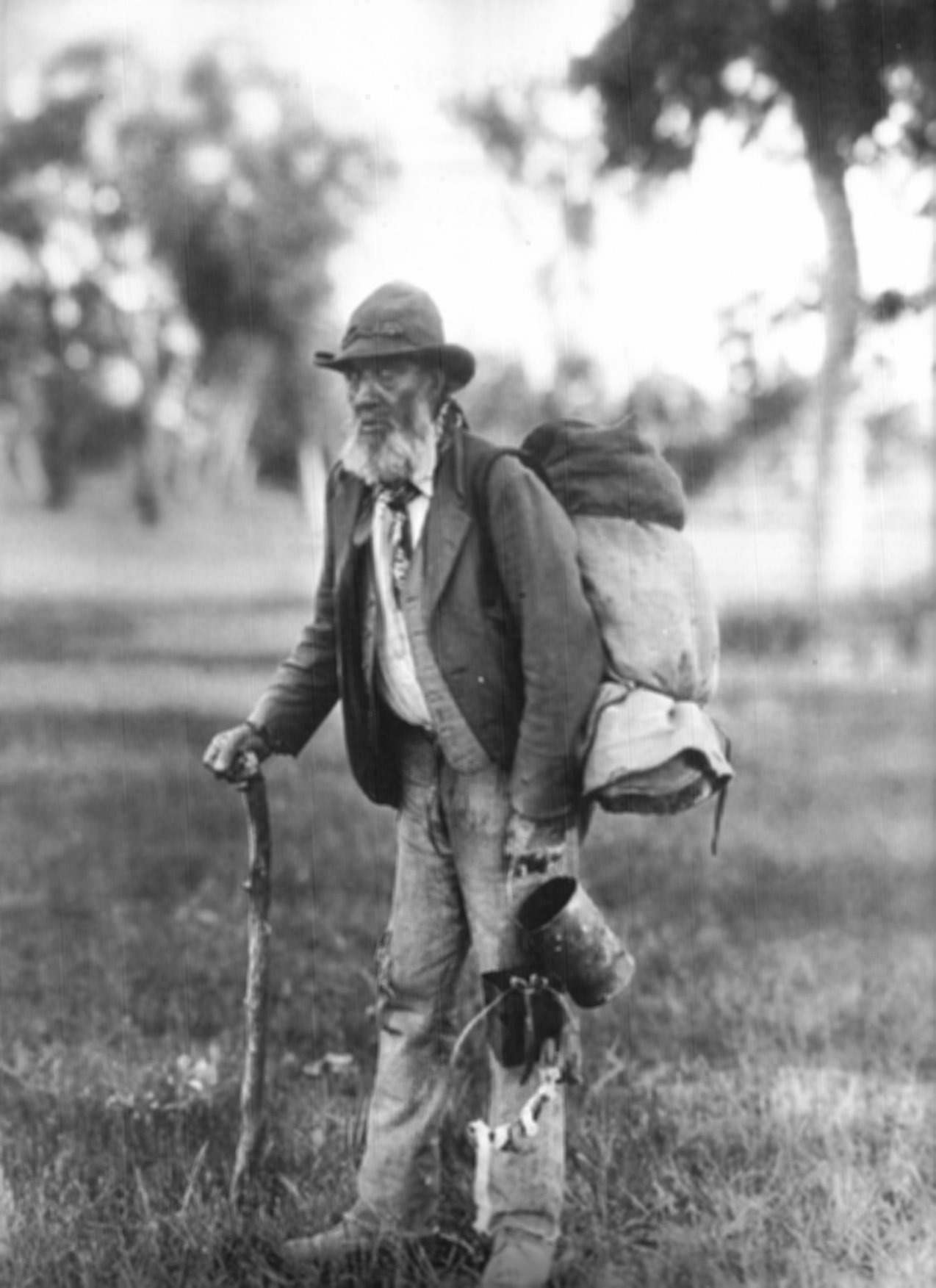
Fotografia d'un "swagman" de 1901

Waltzing Matilda és una famosa cançó folk australiana, especialment popular entre els camperols de l'Outback. De tant popular ha estat qualificada com "l'himne nacional no oficial d'Austràlia".
En argot australià, el títol de la cançó significa viatjar a peu amb totes les possessions a l'esquena dins d'una "Matilda" (una bossa). Waltzing s'assembla a walking, caminant, i la Matilda va ballant a l'esquena del rodamón. La cançó narra la història d'un treballador itinerant, o swagman, que prepara un te en un campament després d'haver capturat una ovella per menjar. Quan l'amo de l'ovella arriba amb tres policies per arrestar el treballador pel robatori (un delicte punible amb l'execució a la forca) el treballador es suïcida ofegant-se en un pou d'aigua proper, i des de llavors el seu esperit apareix en aquell indret.
La lletra original va ser escrita el 1895 pel poeta i nacionalista Banjo Paterson. Va ser publicada per primera vegada en partitura l'any 1903. La cançó i tot el procés de la seva creació està envoltat de gran quantitat d'anecdotes, fins al punt de dedicar-li un museu que porta el nom de Waltzing Matilda Centre a Winton, Queensland.

## Enregistraments i versions destacades
La cançó va ser enregistrada per primera vegada el 1926, interpretada per John Collinson i Callow Russell. Aquest enregistrament de "Waltzing Matilda" va ser introduït al National Film and Sound Archive's Sounds of Australia Registry el 2008.

## Lletra
No hi ha una lletra oficial per a la cançó i es poden trobar lleugeres variacions en diferents fonts, ja que, des de la primera publicació l'any 1903 ha anat evolucionant, però en general totes expliquen la mateixa història.
| Once a jolly swagman camped by a billabong, Under the shade of a coolibah tree, And he sang as he watched and waited till his billy boiled "You'll come a Waltzing Matilda, with me." Waltzing Matilda, waltzing Matilda You'll come a-waltzing Matilda, with me. And he sang as he watched and waited till his billy boiled, "You'll come a-waltzing Matilda, with me." Down came a jumbuck to drink at the billabong, Up jumped the swagman and grabbed him with glee, And he sang as he shoved that jumbuck in his tucker bag, "You'll come a-waltzing Matilda, with me". Waltzing Matilda, Waltzing Matilda You'll come a-waltzing Matilda, with me. And he sang as he shoved that jumbuck in his tucker bag, "You'll come a-waltzing Matilda, with me". Up rode the squatter mounted on his thoroughbred Down came the troopers, one, two, three, "Who's that jolly jumbuck you've got in your tucker bag?" "You'll come a-waltzing Matilda, with me". Waltzing Matilda, waltzing Matilda You'll come a-waltzing Matilda, with me. "Who's that jolly jumbuck you've got in your tucker bag?", "You'll come a-waltzing Matilda, with me". Up jumped the swagman, sprang into the billabong, "You'll never catch me alive," said he, And his ghost may be heard as you pass by the billabong, "You'll come a-waltzing Matilda, with me.". Waltzing Matilda, waltzing Matilda You'll come a-Waltzing Matilda, with me. And his ghost may be heard as you pass by the billabong, "You'll come a-waltzing Matilda, with me." | Hi havia una vegada un rodamón acampat vora un estanyol, sota l'ombra d'un eucaliptus, I mentre esperava que bullís l'aigua de la seva tetera, cantava: Vindràs a valsejar amb mi, Matilda. Valsejarem, Matilda, valsejarem, Matilda Vindràs a valsejar amb mi, Matilda. I mentre esperava que bullís l'aigua de la seva tetera, cantava: Vindràs a valsejar amb mi, Matilda. Una ovella va baixar a beure a l'estanyol El rodamón va saltar i amb alegria la va agafar I tot cantant va posar l'ovella al seu sarró Vindràs a valsejar amb mi, Matilda. Valsejarem, Matilda, valsejarem, Matilda Vindràs a valsejar amb mi, Matilda. I tot cantant va posar l'ovella al seu sarró Vindràs a valsejar amb mi, Matilda. De sobte va arribar el propietari dalt del seu pura sang Seguit d'un, dos, tres policies a cavall, De qui és l'ovella que has posat al sarró? Vindràs a valsejar amb mi, Matilda. Valsejarem, Matilda, valsejarem, Matilda Vindràs a valsejar amb mi, Matilda. De qui és l'ovella que has posat al sarró? Vindràs a valsejar amb mi, Matilda. D'un bot el rodamón va saltar a l'estanyol “No m’enxampareu mai viu” digué I el seu fantasma es pot sentir en passar prop de l'estanyol, Vindràs a valsejar amb mi, Matilda. Valsejarem, Matilda, valsejarem, Matilda Vindràs a valsejar amb mi, Matilda. I el seu fantasma es pot sentir en passar prop de l'estanyol, Vindràs a valsejar amb mi, Matilda. |

### Vocabulari australià
La cançó conté paraules en l'anglès d'Austràlia, algunes ja rarament utilitzades fora d'aquesta cançó.
Waltzing
Derivat de l'expressió alemanya auf der Walz, que significa viatjar mentre treballava com a artesà aprenent noves tècniques d'altres mestres, abans de tornar a casa després de tres anys i un dia, un costum que encara està en ús avui en dia entre els fusters.
Matilda
Un terme romàntic per al sarró d'un swagman.
Waltzing Matilda
"A ballar el vals de Matilda" és viatjar amb un botí, és a dir, amb totes les teves pertinences a l'esquena, embolicades en una manta o un mocador de fer farcells.
Swagman
Un home que va viatjant pel país a la recerca de feina. El swag del swagman era un farcell de viatger amb les pertinences personals.
Billabong
Un meandre mort que generalment es forma quan canvia el curs d'un riu.
Coolibah tree
Una espècie d'arbre d'eucaliptus que creix prop dels billabongs.
Billy
Una olla lleugera que s'utilitza en una foguera d'acampada.
Tucker bag
Una mena de carmanyola que feien servir a l'interior d'Austràlia els treballadors ambulants.
Squatter
Ocupants il·legals que van començar la cria de bestiar en terres que legalment no tenien el dret a utilitzar i que sovint van acabar guanyant-ne l'ús legal fent-se rics gràcies a l'explotació d'aquestes grans extensions de terres. El fet de reclamar les terres ocupades pot ser tan incert com l'apropiació de l'ovella per part del "Swagman".